# Grande Mesquita de Salé
A Grande Mesquita de Salé (em árabe: المسجد الأعظم, Almasjid Al'aezam) é um edifício religioso islâmico situado em Salé, Marrocos. Cobrindo uma área de 5.070 m2, é a terceira maior mesquita do Marrocos e foi originalmente construída entre 1028 e 1029. Foi destruída e reconstruída várias vezes desde a sua construção original. Foi reconstruída nos estilos arquitetônicos almorávida (1090-1147) e almóada (1147-1238), e um dos pontos de usa beleza inclui os nove arcos de seu pátio. Foi gravemente danificado no bombardeio de Salé de 1851  e esteve por um breve período fechada durante o Protetorado Francês em Marrocos.

## História
A Grande Mesquita de Salé foi construída sob as ordens de Tamim ibne Ziri (líder dos ifrânidas) entre 1028 e 1029,  e foi restaurada e ampliada em 1196 sob as ordens de Abu Iúçufe Iacube Almançor, tornando-se a terceira maior mesquita do Marrocos (somente atrás da Mesquita Haçane de Casablanca  e da Mesquita de al-Qarawiyyin). Ela foi destruída e reconstruída muitas vezes desde aquela época. 
De acordo com o historiador Abd Al-Mun'im Al-Hasidi, 700 escravos franceses estavam envolvidos na reconstrução sob as ordens de al-Mansur, e a reconstrução acrescentou uma madrassa.  Em 1260, Salé foi ocupada por forças castelhanas e 3.000 mulheres, crianças e idosos residentes na cidade foram reunidos na mesquita e levados como escravos para Sevilha.  Em 1851, Salé foi bombardeado pelas forças francesas e a mesquita foi severamente danificada após ser atingida por seis balas de canhão.  
Durante a década de 1930 a mesquita foi usada para encontros nacionalistas liderados por pessoas como o jornalista Saïd Hajji, o líder do Partido Democrático da Independência Ahmed Maâninou, o professor Abu Bakr El Kadiri e o jurista Abu Bakr Zniber. O Protetorado Francês acabou fechando a mesquita para evitar que reuniões nacionalista ocorressem, mas mais tarde a reabriu. 

## Arquitetura
A Grande Mesquita de Salé reproduz uma superfície trapezoidal como em todo plano clássico dos templos almóadas, nela existem nove arcos em seu pátio, sendo que o principal deles esta situado defronte da quibla. Os arcos são em forma polilobada, os pilares quadrados ou cruciformes e o grande minarete de base quadrada é decorado com uma simples rede de padrões geométricos em forma de arcos divididos em lóbulos e feito de pedras da região.

### Galeria

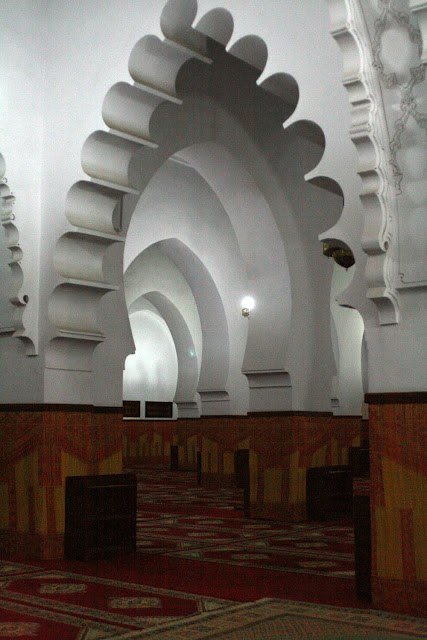
Arcos polilobados do interior.
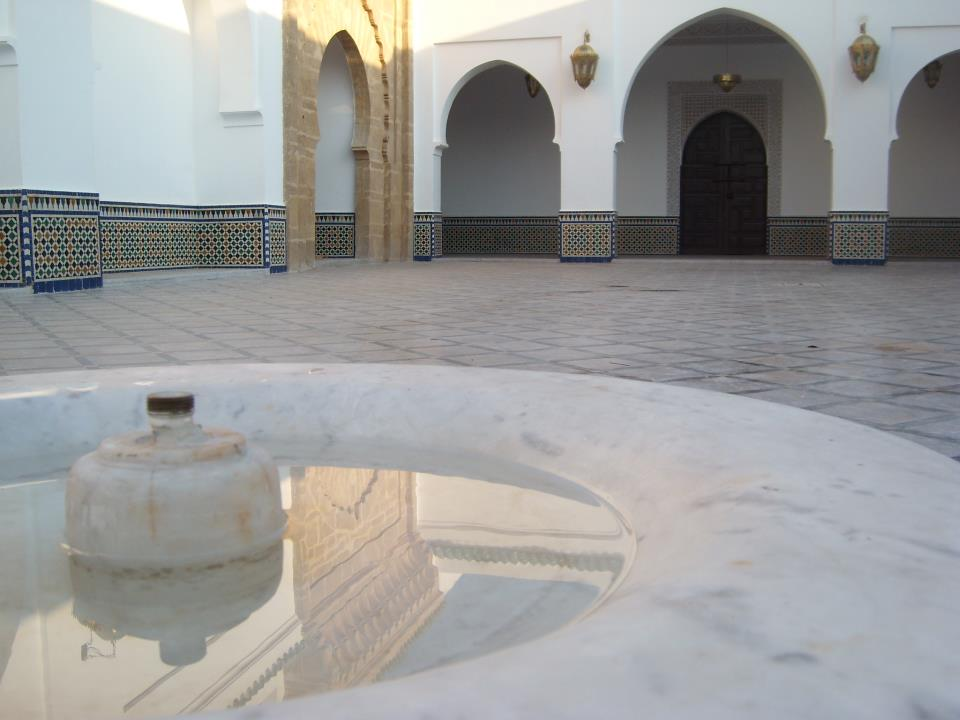
Pátio da Mesquita
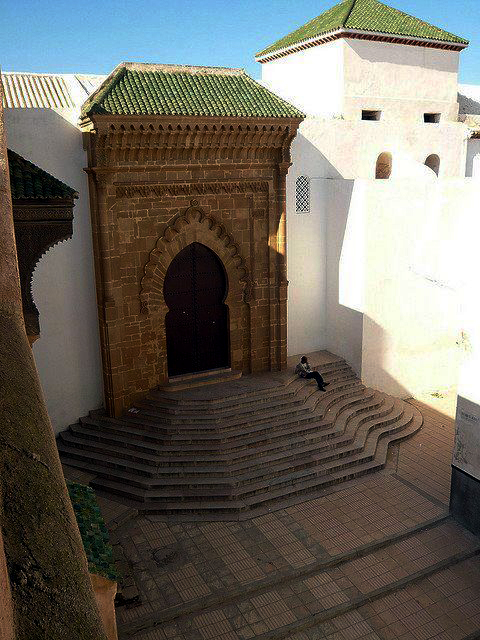
Portal de entrada
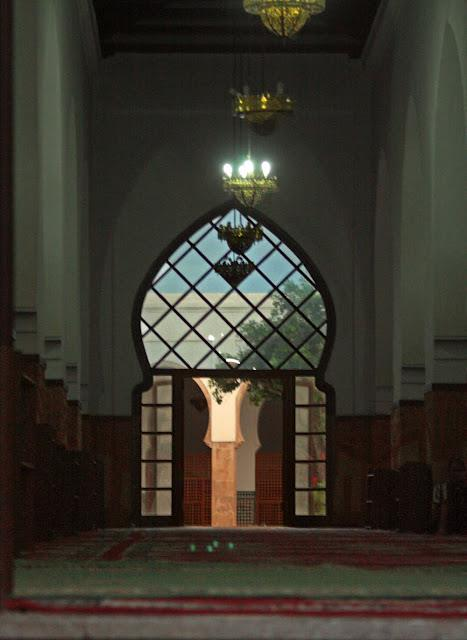
Corredor interno
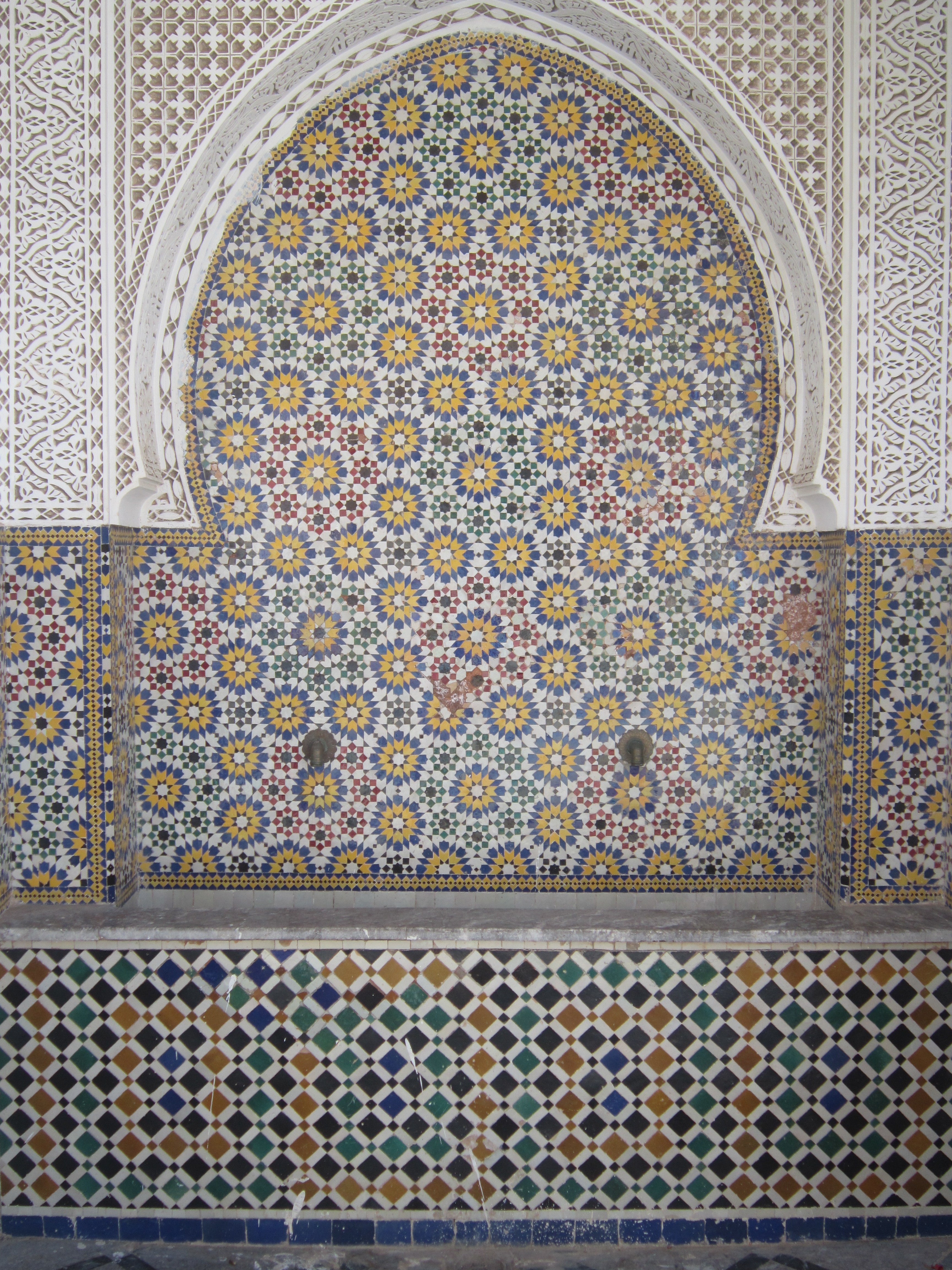
Fonte em zelliges.
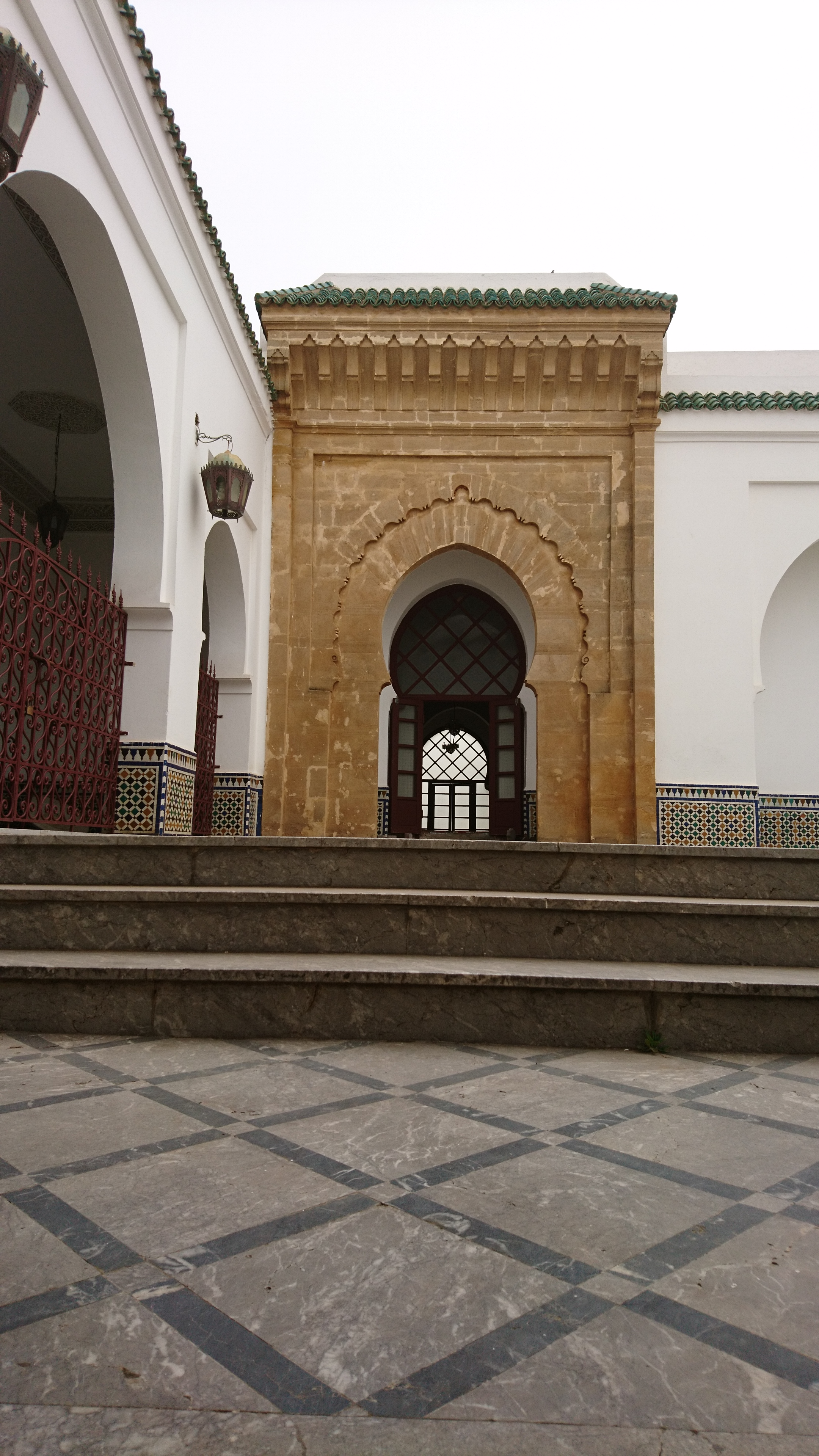
Interior da Mesquita
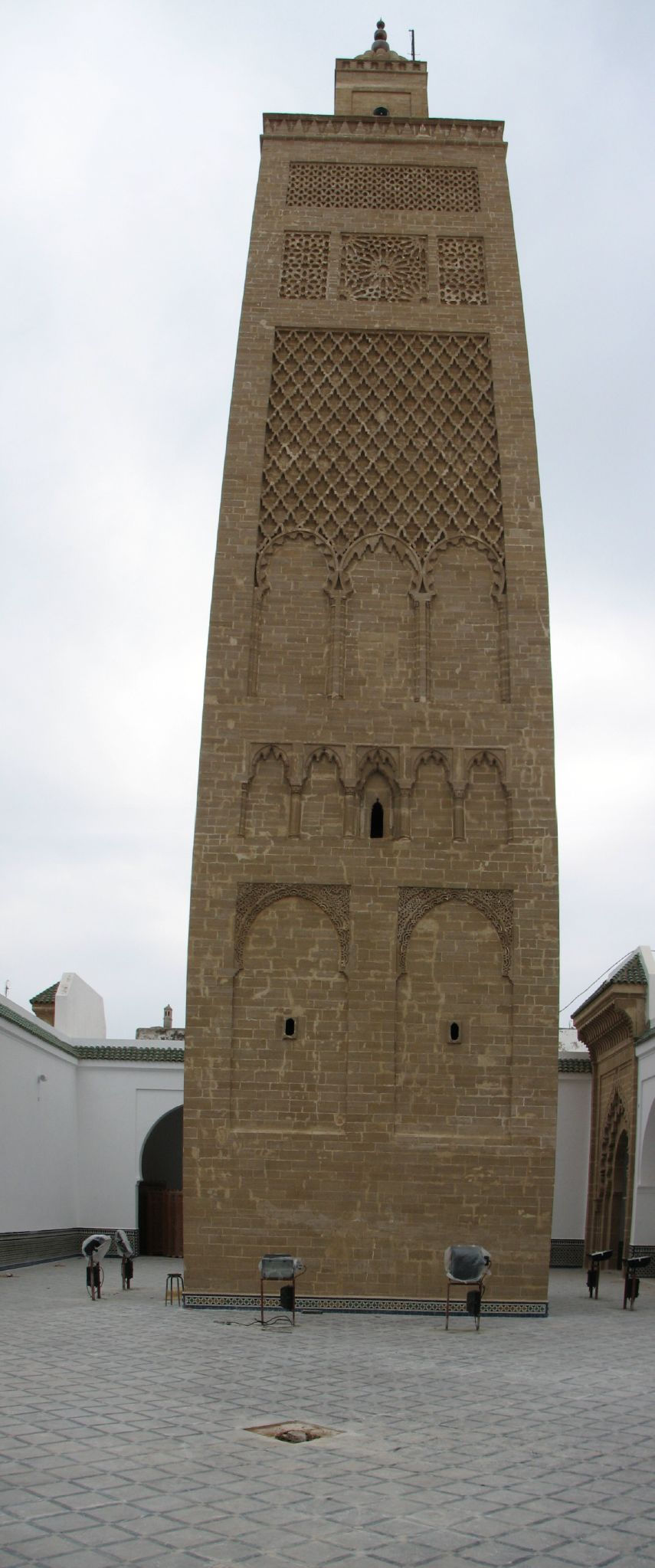
Minarete